# Sceleocantha
Sceleocantha is een kevergeslacht uit de familie van de boktorren (Cerambycidae). De wetenschappelijke naam van het geslacht werd voor het eerst geldig gepubliceerd in 1840 door Newman.

## Soorten
Sceleocantha omvat de volgende soorten:
- Sceleocantha carteri McKeown, 1938
- Sceleocantha cuneata McKeown, 1938
- Sceleocantha garnseyi McKeown, 1938
- Sceleocantha gigas Carter, 1913
- Sceleocantha glabricollis Newman, 1840
- Sceleocantha pilosicollis (Hope, 1834)